# QP1船団
QP1船団は、第二次世界大戦時の北極船団の一つ。1941年9月28日にソ連のアルハンゲリスクを出発し、10月10日にオークニー諸島に着いた。
船団は、8月にダーヴィシュ船団としてソ連に向かった商船6隻と、ソ連の船7隻（Sevaples、Sukhone、Alma Ata、Budenny、Mossovet、Rodina、Starii Bolshevik）、給油艦「ブラック・レンジャー (Black Ranger)」から成っていた。
この船団の護衛に従事した艦艇は、重巡洋艦「ロンドン」、「シュロップシャー」、駆逐艦「エレクトラ」、「アクティヴ」、「アンソニー」、トローラー「マクベス」、「ハムレット」、「オフィーリア」、掃海艇「ハルシオン」、「ハリアー」、「サラマンダー」であった。